# Ковбасівка (Курська область)
Ковбасівка  (рос. Колбасовка) — присілок в Пристенському районі Курської області Російської Федерації.
Населення становить 177 осіб. Входить до складу муніципального утворення Пристенська сільрада.

## Історія
Населений пункт розташований на території українського етнічного та культурного краю Східна Слобожанщина.
Від 2004 року входить до складу муніципального утворення Пристенська сільрада.

## Населення
| 2002 | 2010 |
| ---- | ---- |
| 239  | ↘177 |